# Druuna
Druuna este un personaj erotic science-fiction și de fantezie de benzi desenate creat de desenatorul italian Paolo Eleuteri Serpieri. Cele mai multe dintre aventurile sale  au loc într-un viitor post-apocaliptic, iar intriga este adesea presărată cu scene care variază de la pornografie hardcore la imagini sexuale softcore. Druuna este frecvent descrisă ca fiind dezbrăcată sau nud.
Druuna a apărut în opt volume Morbus Gravis (cu sensul de boală severă), serie care a apărut în perioada 1985 - 2003. Aceste povestiri au apărut în revistele Metal Hurlant și Heavy Metal. Scrierile cu acest personaj au apărut în 12 limbi. Autorul lor, Serpieri . apare în povestirile cu Druuna ca personajul Doc.
În 2001, un joc video, Druuna: Morbus Gravis, a fost dezvoltat pentru Microsoft Windows de către Artematica și publicat de Microïds.

## Povestea
Pe parcursul celor treisprezece ani de publicare a aventurilor Druunei în Morbus Gravis, povestea a trecut prin mai multe etape, diferențiate cu numeroase salturi în linia poveștii, însoțite de unele neconcordanțe.
În primele volume ale seriei, acțiunea se desfășoară într-un loc numit Orașul, un mediu urban futurist dar degradat. Oamenii trăiesc într-o societate înghesuită, ostilă și decadentă, controlată de o oligarhie religioasă bazată pe cunoașterea "Adevărului". În această societate, cărțile sunt interzise și puterea este exercitată de o birocrație militarizată coruptă și despotică.
Cu toate că nu este precizat în mod clar, această eră actuală, cunoscută sub numele de "Epoca Omului", se presupune a avea loc după un anumit fel de război. Așa cum afirmă preoții, Răul a adus populației o boală incurabilă, infecțioasă, care transformă oamenii foarte rapid în mutanți amorfi, cu tentacule. Ca o măsură de precauție, toți locuitorii Orașului sunt injectați forțat cu un ser distribuit periodic de instituțiile de sănătate supra-aglomerate. Mulți cred că cei care dovedesc că sunt "sănătoși" vor fi trimiși către nivelele superioare ale orașului, un loc inaccesibil majorității, dar unde cei selectați se bucură de o viață mai bună fără greutăți. În mod similar, persoanele infectate cu "Răul" sunt trimise la nivelele inferioare. Druuna și iubitul ei Shastar trăiesc în acest mediu.
După o serie de aventuri, Druuna descoperă că orașul este de fapt o uriașă navă spațială care a părăsit Pământul după un cataclism nespecificat și a plutit în derivă prin spațiul cosmic timp de secole. La un moment dat, Lewis, comandantul navei, predă controlul navei  calculatorului Delta, cel care este responsabil pentru starea actuală a lucrurilor. (Preoții sunt, de fapt, androizi operați de Delta.) Delta l-a transformat pe Lewis într-o ființă nemuritoare, folosind diverse organe de la oamenii sănătoși care au fost admiși la nivelele superioare ale orașului în acest scop. În prezent, Lewis, obosit de atâta nemurire, vrea să moară, ceea ce ar atrage eliminarea calculatorului Delta și ar distruge orașul. Acest conflict este parțial responsabil pentru degradarea treptată a vieții pe navă/planetoid.
Druuna este recrutată de Lewis ca să-l ajute în misiunea sa de a distruge calculatorul Delta. Neștiind faptul că aceasta ar însemna distrugerea Orașului și a tuturor locuitorilor săi, Druuna găsește Delta și îndeplinește planul lui Lewis. La sfârșit, Lewis îi dezvăluie adevăratul său plan de a distruge orașul, dar, de asemenea, mărturisește că s-a îndrăgostit de ea și își schimbă intențiile sale privind  distrugerea Orașului. În schimbul faptelor sale, Lewis o pune pe Druuna într-o stare similară cu hibernarea timp de secole, așteptând o oportunitate de a îmbunătăți Orașul. Ceva se întâmplă atunci când o navă nouă apare, navă despre care s-a crezut inițial că este un asteroid. Comandată de un personaj numit Will, noua navă este similară cu Orașul, care a devenit, datorită evoluției Răului, un super-organism. În acest moment, cititorul descoperă că, în afară de Oraș, omenirea nu a dispărut în întregime deoarece alte grupuri de oameni au supraviețuit, utilizând tehnici de inginerie genetică pentru a-și îmbunătăți abilitățile.
Îmbarcată pe nava spațială a Comandantului Will, Druuna descoperă că mințile lui Shastar și Lewis au fost comasate și transferate pe noul calculator al navei. Boala numita Răul apare și în rândul echipajului  navei noi, așa că Will și Doc (alter ego-ul autorului Serpieri) o introduc telepatic pe Druuna în mintea lui Lewis-Shastar, pentru a descoperi elementele care alcătuiesc serul antidot. Când Druuna devine prizoniera minții computerului, Will intră să o salveze. Descoperind că nu există de fapt niciun mijloc de a dezvolta un tratament pentru boală, ei decid să distrugă nava și echipajul (precum și computerul care găzduiește mintea comasată a lui Shastar și a lui Lewis). Druuna, Will și alte câteva persoane scapă cu ajutorul unei capsule, unde cu toții sunt puși într-o stare de animație suspendată.
După ce capsula de salvare cade pe o planetă necunoscută, Druuna se trezește singură. Ea este prinsă într-un război între două specii exotice, una formată din ființe parazite care au nevoie de specimene organice ca gazde, iar cealaltă formată din roboți inteligenți care au ca obiectiv crearea vieții organice. Aparent, planeta este Pământul la mii de ani după dispariția omului. Mașinile doresc să-și recreeze creatorii lor (a căror dispariție a fost cauzată de un război între oameni și mașini) pentru a încerca să înțeleagă umanitatea. Will apare din nou pentru scurt timp dar este răpit. Shastar, de asemenea, apare din nou, dar acum lucrează alături de mașini pentru a recupera specia umană. În acest scop, ei decid s-o cloneze pe Druuna.

## Stil și conținut
Seria Morbus Gravis conține atât sex explicit cât și violență grafică. Volumul 3, Creatura, prezintă în totalitate penetrare sexuală explicită, iar următoarele trei cărți prezintă acte de penetrare total necenzurate. Retipăririle Heavy Metal au cenzurat actele sexuale hardcore. În volumul 5, Mandragora, mai multe pagini au fost pur și simplu scoase. Seria a revenit la o reprezentare non-explicită a penetrării începând cu volumul 7, Planeta uitată.

## Personaj
În majoritatea cazurilor, rolul Druunei este acela al unui obiect sexual. Ea este supusă la avansuri sexuale de orice tip cu puțină rezistență din partea sa sau deloc, fără o mimică tristă, deși ea a fost violată de mai multe ori. Serpieri susține că atracția personajului către plăceri sexuale este o provocare pentru moravurile iudeo-creștine privind sexualitatea.
În albumul Druuna X, Serpieri afirmă că  a stilizat-o pe Druuna fiind influențat de rolul actriței Valérie Kaprisky în filmul Femeia publică, dar deoarece Serpieri se ocupa în aceea perioadă cu multe benzi desenate despre Vestul Sălbatic, în primele câteva pagini ale seriei Morbus Gravis o zugrăvește pe Druuna cu caracteristici faciale nativ-americane înainte de a ajunge la aspectul ei actual.

## Influențe
În anul 1989 fotograful Paulo Vainer, inspirat de personajul Druuna, a fotografiat viitorul Playboy Playmate brazilian Ana Lima în diferite ipostaze asemănătoare cu cele observate în poveștile cu Druuna. Imaginile au apărut în numărul brazilian 165 al revistei Playboy.  De atunci, Ana Lima a fost considerată de mulți ca fiind singura persoană din viața reală cu cea mai mare asemănare cu  Druuna. Cu toate acestea, alte femei au fost de asemenea caracterizate ca având o asemănare fizică puternică cu Druuna, inclusiv Valeria Marini și chiar și Sofía Vergara, printre multe altele.

## Benzi desenate
- Morbus Gravis
  - Morbus Gravis (Dargaud, 1985) ISBN 3-933187-69-9 - retipărit în Heavy Metal Magazine Vol. 10, #2 vara 1986
  - Druuna (Dargaud, 1987) ISBN 2-908406-63-2 -  retipărit în Heavy Metal Magazine Vol. 12, #1 Spring 1988
  - Creatura (Bagheera, 1990) ISBN 3-933187-71-0 -   retipărit în Heavy Metal Magazine Vol. 16, #4 (magazine lists it as Vol. 17, #4) Nov. 1992
  - Carnivora (Bagheera, 1992) ISBN 3-933187-72-9 -  retipărit în Heavy Metal: Software Special Edition Vol. 7, #2, 1993.
  - Mandragora (Bagheera, 1995) ISBN 2-908406-32-2 -  retipărit în Heavy Metal Magazine Vol. 19, #4 Sept. 1995
  - Aphrodisia (Bagheera, 1997) ISBN 2-908406-69-1 -  retipărit în Heavy Metal Magazine Vol. 21, #4 Sept. 1997
  - La Planète oubliée (The Forgotten Planet) (Bagheera, 2000) ISBN 2-908406-60-8 -  retipărit în Heavy Metal Magazine Vol. 25, #2 May 2001
  - Clone (Bagheera, 2003) ISBN 2-908406-72-1 -   retipărit în Heavy Metal Magazine Vol. 27, #5 Nov. 2003
  - Anima: Les Origines  (Glénat BD, 2016) ISBN 2344013539
- Serpieri sketchbooks
  - Serpieri Obsession: In Search of Druuna (Heavy Metal Magazine, 1993) ISBN 978-1-882931-23-1
  - Druuna X (Heavy Metal Magazine, Dec. 1993) ISBN 978-1-882931-03-3
  - Druuna X 2 (Heavy Metal Magazine, 1998) ISBN 1-882931-41-6
  - Serpieri: The Sweet Smell of Woman (Heavy Metal Magazine, 2000) ISBN 1-882931-60-2
  - Croquis (Bagheera, 2001) ISBN 2-908406-36-5
  - Serpieri Sketchbook  (Heavy Metal Magazine, 2001) ISBN 1-882931-14-9
  - Serpieri Sketchbook 2 (Heavy Metal Magazine, 2002) ISBN 1-882931-90-4